# ألان ويلسون واتس
ألان ويلسون واتس (بالإنجليزية: Alan Watts) (6 يناير 1915 -16 نوفمبر 1973)- فيلسوف بريطاني، وكاتب، ومترجم، واشتهر كمفسر وناشر للفلسفة الشرقية للجمهور الغربي.
ولد واتس في تشيزلهورست-لندن ثم انتقل إلى الولايات المتحدة عام 1938 وقام بالتدرب على زن في نيويورك. بدأ بناء مهنته بالالتحاق في مدرسة سيبوري-ويسترن لعلم اللاهوت حيث حصل على درجة الماجستير في علم اللاهوت. حصل واتس على منصب أسقف إلا أنه ترك عمله وانتقل عام 1950 إلى كاليفورنيا حيث التحق بالأكاديمية الأمريكية للدراسات الآسيوية.
اكتسب واتس خلال معيشته في الساحل الغربي جمهوراً عريضاً في منطقة خليج سان فرانسيسكو بسبب عمله كمقدم لبرنامج إذاعي في قناة KPFA الإذاعية في بركلي. لقد كتب واتس أكثر من 25 كتاباً ومقالةً ذات صلة بالأديان الشرقية والغربية حيث ساهم في نشر الثقافة الجديدة عبر كتابه الطريق إلى زن (1957)، أحد أكثر الكتب مبيعاً عن البوذية، اقترح واتس في كتاب العلاج النفسي في الغرب والشرق (1961) البوذية شكلاً من أشكال العلاج النفسي وليس كديانة. كما بحث في أعماق الوعي الإنساني عبر مقالاته «الخيمياء الجديدة» (1958) وكتاب الكون المبتهج (1962).
أمضى واتس بقية حياته ما بين مركبه في ساوساليتو وكابينته في جبل تامالبيس. قام ابنه مارك واتس بالحفاظ على إرث أبيه حياً حتى اليوم من خلال العديد من المحادثات والمحاضرات التي وجدت طريقها إلى الانترنت. يقول الناقد إريك دايفس «إن كتابات واتس ومحادثاته المسجلة لا تزال تتلألأ بنقاء عميق ومثير حتى يومنا هذا».

## السنوات الأولى
ولد واتس لوالدين من الطبقة الوسطى في قرية شيزلهورست، كِنْت (حالياً جنوب-شرق لندن) عام 1915، وعاش في زقاق هُلبروك 3 (حالياً 5). عمل والده كممثل لفرع ميشلان للإطارات في لندن في حين عملت الوالدة ربة منزل والتي كانت بدورها ابنةً لمبشّر. اختارت العائلة المعيشة في بيئة ريفية بسبب وضعهم المادي المتواضع وقضى آلن طفولته في بروكسايد يتعلم أسماء الورود البرية والفراشات. لعل التأثير الديني لأهل الوالدة ممتزجاً بشغف آلن في الروايات الأسطورية وقصص أقصى الشرق الرومنسية كانت السبب في بوادر اهتمام واتس بـ«الما ورائيات».
كتب واتس لاحقاً عن رؤيا غامضة راودته خلال حمى أصابته في طفولته. وقد كان في ذلك الوقت متأثراً بلوحات تجسد مناظر الطبيعية من الشرق ومطرزات من الصين أهداها بعض المبشرين لوالدته إثر عودتهم. لقد سحرت لوحات الصين واتس فقد كتب «لقد سُحرت بوضوح، شفافية، ورحابة الفن الصيني والياباني. يبدو وكأنه يطوف...». جسّدت هذه الأعمال الفنية العلاقة التشاركية للإنسان في الطبيعة، وتحولت هذه الفكرة إلى مبدأ مهم في حياة واتس حيث كتب عنه الكثير. انظر على سبيل المثال الفصل الأخير من كتاب الطريق إلى زن.

### البوذية

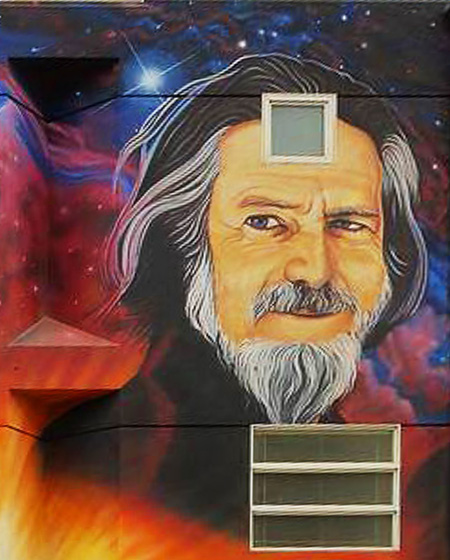

يعد واتس نفسه شخصاً ذا مخيلة واسعة، عنيداً وكثير الكلام. أُرسل واتس إلى عدة مدارس داخلية منذ سنواته الدراسية الأولى (بما في ذلك مدارس أكاديمية ودينية ذات طبيعة مسيحية متشددة) وقد كتب واتس عن مرحلة تدريبه الديني: «أثناء دراستي كان التلقين الديني أكثر الأشياء مرارةً وكآبة …». اصطحب فرانسيز كروشو واتس خلال عطلته الدراسية في رحلة إلى فرنسا، كان كروشو أبيقورياً ميسور الحال، شديد الاهتمام بالبوذية والتفاصيل المتعلقة بغرائب الثقافة الأوربية. بعد فترة وجيزة من هذه العطلة أدرك واتس أنه على مفترق طرق ومجبر على الاختيار ما بين المسيحية الأنجليكية التي تعلمها في المدرسة والبوذية التي قرأ عنها في العديد من المكتبات بما فيها مكتبة كروشو. اختار واتس البوذية وسعى للحصول على عضوية في منظمة البوذيين اللندنية التي أسسها عدد من الثيوصوفيين بإدارة كريسمس هامفريز. أصبح واتس سكرتيراً للمنظمة وهو في السادسة عشر (1931) وكان قد تعلم ومارس حتى ذلك الحين العديد من أساليب التأمل.

### تعليمه
التحق واتس بمدرسة كينغ، كانتربيري المحاذية لكاتدرائية كانتربيري. على الرغم من تفوقه الدراسي وتكليفه بالعديد من المهام في المدرسة فقد فشل واتس في الحصول على منحة دراسية لإتمام تعليمه في هارفارد وذلك بسبب كتاباته إحدى المقالات الامتحانية الهامة بأسلوب افتراضي ومزاجي غير ملائم.
بعد إتمامه الدراسة الثانوية سارع واتس للالتحاق بالعمل الوظيفي حيث عمل في دار للنشر ومن بعدها عمل في بنك. أمضى واتس وقت فراغه واتس في منظمة البوذيين اللندنية وكان في ذلك الحين تحت وصاية «الغورو الوضيع» ديميتري مترينوفيتش. (والذي كان متأثراً بكتابات بيتر دميانوفيتش أوسبنسكي، غوردجييف، بالإضافة إلى العديد من مدارس التحليل النفسي كمدرسة فرويد، ومدرسة يونغ، ومدرسة أدلر). انغمس واتس كلياً في دراسة الفلسفة والتاريخ وعلم النفس والطب النفسي والفلسفة الشرقية.
يعتبر واتس نفسه متعلماً ذاتياً بشكل أساسي وتتفق معه في ذلك كاتبة السيرة مونيكا فورلونغ سيما وأن التحاقه بالمنظمة البوذية أتاح له العديد من الفرص لتطوير ذاته. استطاع واتس لاحقاً عن طريق همفريز الاتصال بالعديد من المؤلفين الروحانيين البارزين (على سبيل المثال نبكولاس روريش ود. سارفابالي رادهاكريشنان) وكذلك عدد من الصوفيين الألمعيين مثل أليس بايلي. شارك واتس عام 1936 بالكونغرس العالمي للمعتقدات والذي عقد في جامعة لندن وعمره 21 عاماً حيث استمع إلى دايسيتو تايتارو سوزوكي، الرائد في فلسفة زن، يشرح بحثاً أثار اهتمامه حيث التقى به بعد المحاضرة. تمكن واتس من خلال دراسته المعمقة للمؤلفات العلمية بالإضافة إلى لقاءاته وأحاديثه مع الشخصيات العلمية المرموقة من الإلمام بالمفاهيم والمصطلحات الأساسية الخاصة بالفلسفة الهندية والفلسفة الشرق آسيوية.

### المؤثرات وكتابه الأول
نشر واتس كتابه الأول «روح زن» عام 1936 وفي كتابه «الطريق إلى زن» انتقد واتس «روح زن» بقوله أن الأخير هو «دعاية لأعمال سوزوكي السابقة، وبالإضافة إلى كونه مفتقدًا للعلمية فإنه في كثير من الأحيان يطرح مواضيع مضللة وعفا عليها الزمن».
سافر واتس مع زوجته إلينور أيفريت من إنكلترا إلى الولايات المتحدة عام 1938. إن زوجة واتس هي ابنة روث فولر إيفريت التي عملت في مجموعة زن البوذية في نيويورك وقد تزوجت روث فولر لاحقاً من معلم زن الياباني (أو «روشي») سوكاي-أن ساساكي الذي أصبح مرجعاً وقدوةً بالنسبة لواتس على الرغم من أنه آثر عدم تلقي التدريب على طريقة زن من ساساكي. يذكر واتس في كتاباته أنه خلال هذه الفترة قد عاش تجربة فريدة أخرى كلّلها وقوف زوجته إلى جانبه.
لقد تطور افتتان واتس -الذي بدأ في ثلاثينات القرن العشرين- بزن (أو تشان) حيث اختلط البعد الروحي لهذه الفلسفة بالحياة العملية، تدل على ذلك حاشية عنوان كتابة «روح زن»: «طريقة في الحياة والعمل والفن في أقصى الشرق» إذ لم يتم تهميش «العمل» و«الحياة» و«الفن» على اعتبار أن هدف الكتاب هو التركيز على الروحانيات فقط. لقد أشار واتس إلى ذلك في كتاباته بقولة إنها «التركيب العظيم لفلسفة تشان (أو زن) من الطاوية والكونفوشيوسية والبوذية بعد 700 ميلادي في الصين».

## روابط خارجية
- ألان ويلسون واتس على موقع IMDb (الإنجليزية)
- ألان ويلسون واتس على موقع الموسوعة البريطانية (الإنجليزية)
- ألان ويلسون واتس على موقع ميوزك برينز (الإنجليزية)
- ألان ويلسون واتس على موقع إن إن دي بي (الإنجليزية)
- ألان ويلسون واتس على موقع أول ميوزيك (الإنجليزية)
- ألان ويلسون واتس على موقع ديسكوغز (الإنجليزية)
- ألان ويلسون واتس على موقع قاعدة بيانات الفيلم (الإنجليزية)